# Diocesi di Tibili

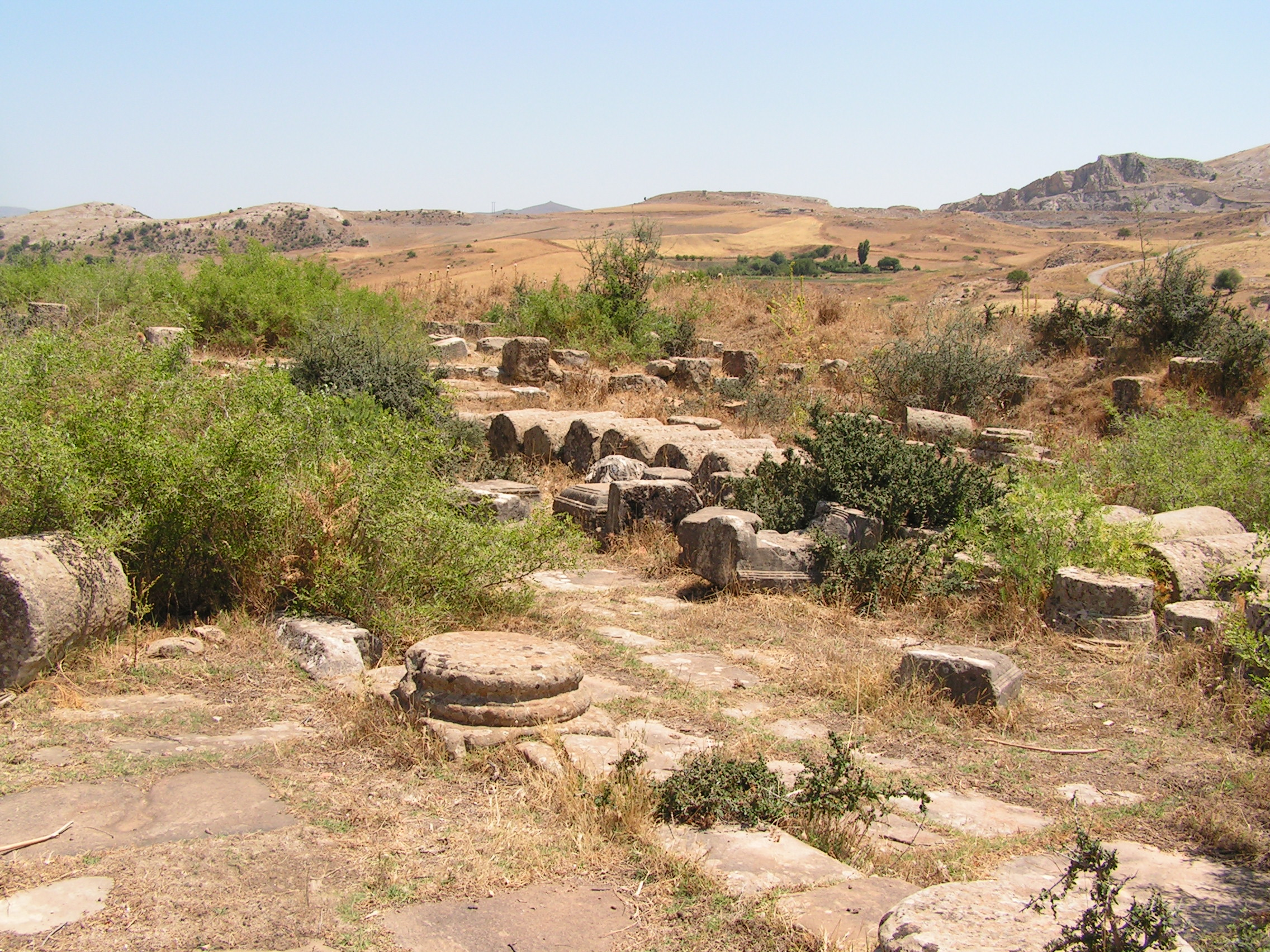
Rovine di Thibilis.

La diocesi di Tibili (in latino Dioecesis Thibilitana) è una sede soppressa e sede titolare della Chiesa cattolica.

## Storia
Tibili, identificabile con Sellaoua Announa nell'odierna Algeria, è un'antica sede episcopale della provincia romana di Numidia.
Sono due i vescovi documentati di Tibili. Alla conferenza di Cartagine del 411, che vide riuniti assieme i vescovi cattolici e donatisti dell'Africa romana, prese parte il donatista Simplicio, senza competitore cattolico. Simplicio era un ex prete cattolico passato al donatismo e consacrato vescovo a 90 anni da Vittore di Rotaria.
Un altro vescovo di nome Simplicio figura al 66º posto nella lista dei vescovi della Numidia convocati a Cartagine dal re vandalo Unerico nel 484; Simplicio, come tutti gli altri vescovi cattolici africani, fu condannato all'esilio.
Gli scavi archeologici hanno portato alla luce i resti di tre edifici religiosi di epoca bizantina.
Dal 1933 Tibili è annoverata tra le sedi vescovili titolari della Chiesa cattolica; dal 24 giugno 2000 il vescovo titolare è Johannes Gerardus Maria van Burgsteden, S.S.S., già vescovo ausiliare di Haarlem-Amsterdam.

## Cronotassi

### Vescovi
- Simplicio I † (menzionato nel 411) (vescovo donatista)

- Simplicio II † (menzionato nel 484)

### Vescovi titolari
- Louis-Marie-Fernand de Bazelaire de Ruppierre † (26 aprile 1966 - 10 dicembre 1970 dimesso)
- Bernard Louis Auguste Paul Panafieu † (18 aprile 1974 - 30 novembre 1978 nominato arcivescovo di Aix)
- Brendan Oliver Comiskey, SS.CC. † (3 dicembre 1979 - 4 aprile 1984 nominato vescovo di Ferns)
- Jorge Arturo Medina Estévez † (18 dicembre 1984 - 25 novembre 1987 nominato vescovo di Rancagua)
- André Vingt-Trois † (25 giugno 1988 - 21 aprile 1999 nominato arcivescovo di Tours)
- Johannes Gerardus Maria van Burgsteden, S.S.S., dal 24 giugno 2000